# Hérault (rzeka)

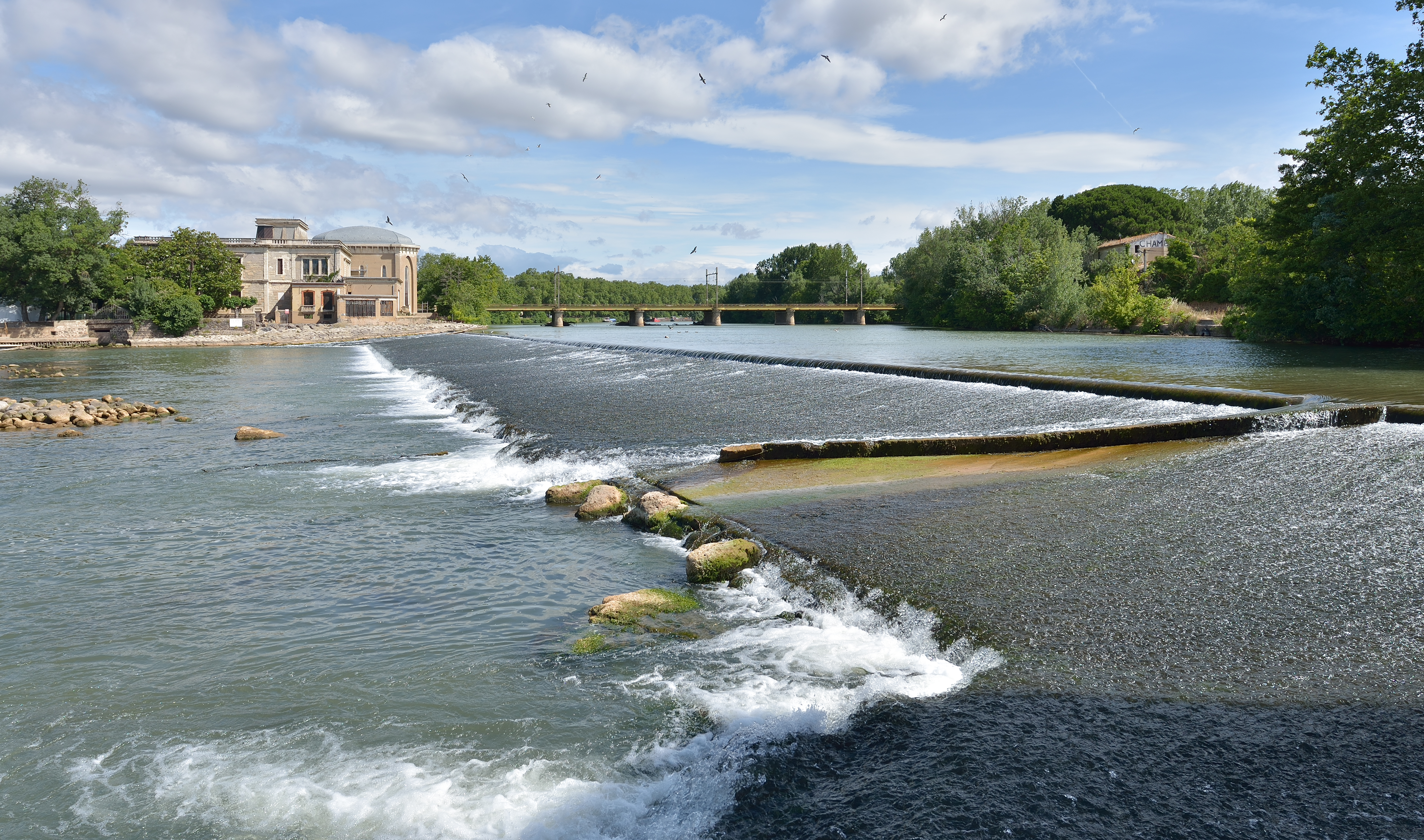
Château Laurens nad rzeką Hérault (czerwiec 2013)

Hérault (w języku oksytańskim Erau) – rzeka w południowej Francji. Wypływa z Sewennów. Przepływa przez następujące departamenty i miasta:
- Gard: Valleraugue.
- Hérault: Ganges, Agde.

Uchodzi do Morza Śródziemnego nieopodal Agde.